# Jake Carter
John Douglas Carter, detto Jake (LaRue, 25 luglio 1924 – Lubbock, 17 aprile 2012), è stato un cestista e allenatore di pallacanestro statunitense, professionista nella NBL, nella NBA e nella NPBL.

## Carriera
Venne selezionato dai Baltimore Bullets nel Draft BAA 1948.